# اشعه ایکس مشخصه
اشعه ایکس مشخصه زمانی ساطع می‌شوند که الکترون‌های لایه بیرونی یک اتم، جای خالی پوسته داخلی آن را پر کنند و پرتوهای ایکس را در الگویی که برای هر عنصر «مشخص» است آزاد می‌کنند.

### سابقه
اشعه ایکس مشخصه توسط چارلز گلوور بارکلا در سال ۱۹۰۹ کشف شد، که سبب دریافت جایزه نوبل فیزیک در سال ۱۹۱۷ شد.

## توضیح
اشعه ایکس مشخصه زمانی تولید می‌شوند که یک عنصر با ذرات پر انرژی، که می‌توانند فوتون، الکترون یا یون (مانند پروتون) باشند، بمباران می‌شوند. هنگامی که ذره برخوردی به الکترون مقید (الکترون هدف) در اتم برخورد می کند، الکترون هدف از پوسته داخلی اتم خارج می شود. پس از پرتاب الکترون، اتم با سطح انرژی خالی باقی می ماند که به آن حفره هسته نیز می گویند. سپس الکترون‌های لایه بیرونی به لایه داخلی می‌افتند و فوتون‌های کوانتیزه‌شده با سطح انرژی معادل اختلاف انرژی بین حالت‌های بالاتر و پایین‌تر منتشر می‌کنند. هر عنصر دارای یک مجموعه منحصر به فرد از سطوح انرژی است، و بنابراین انتقال از سطوح انرژی بالاتر به سطوح پایین تر، اشعه ایکس را با فرکانس های مشخصه برای هر عنصر تولید می کند.

با این حال، گاهی اوقات به جای آزاد کردن انرژی به شکل پرتو ایکس، می توان انرژی را به الکترون دیگری منتقل کرد که سپس از اتم خارج می شود. این اثر اوژه نامیده می شود که در طیف سنجی الکترونی اوژه برای تجزیه و تحلیل ترکیب عنصری سطوح استفاده می شود.

## نشانه گذاری
حالت‌های الکترونی متفاوتی که در یک اتم وجود دارند معمولاً با نماد مداری اتمی توصیف می‌شوند، همانطور که در شیمی و فیزیک عمومی استفاده می‌شود. با این حال، علم پرتو ایکس اصطلاحات ویژه ای برای توصیف انتقال الکترون ها از سطوح انرژی بالا به پایین دارد: نماد متداول زیگبان، یا به عبارت دیگر، نمادگذاری اشعه ایکس ساده شده.
در نماد زیگبان، زمانی که یک الکترون از لایه L به پوسته K می افتد، تابش اشعه ایکس ساطع شده، گسیل K-آلفا (Kα) نامیده می شود. به طور مشابه، هنگامی که یک الکترون از پوسته M به پوسته K می افتد، تابش اشعه ایکس ساطع شده، انتشار K-بتا (Kβ) نامیده می شود.

## انتقال های برجسته

### K-آلفا

نمادگذاری زیگبان از انتقال الکترون بین پوسته ها..

خطوط انتشار K-آلفا زمانی به وجود می آیند که یک الکترون از یک اوربیتال p لایه دوم یعنی L (n = 2) به یک جای خالی در درونی ترین پوسته "K" (عدد کوانتومی اصلی n = 1) منتقل می شود و یک جای خالی در آنجا باقی می گذارد.
این تعریف با بیان اینکه ابتدا در پوسته K یک جای خالی وجود دارد (و از این رو، یک الکترون منفرد در حال حاضر وجود دارد)، و همچنین اینکه پوسته L در حالت نهایی انتقال کاملاً خالی نیست، این تعریف حداقل تعداد الکترون‌ها در اتم را به سه محدود می‌کند، یعنی به لیتیوم (یا یک یون لیتیوم مانند). در مورد اتم های دو یا یک الکترون، به جای آن در مورد He-آلفا و Lyman-آلفا صحبت می شود. در یک تعریف رسمی تر، پوسته L در ابتدا به طور کامل اشغال می شود. در این مورد، گونه سبکتر با K-آلفا نئون است. این انتخاب همچنین K-آلفا را در محدوده انرژی اشعه ایکس قرار می دهد.
همانند Lyman-آلفا، انتشار K-آلفا از دو خط طیفی K-آلفا1 (Kα1) و K-آلفا2 (Kα2) تشکیل شده است. انتشار K-آلفا1 کمی از نظر انرژی بیشتر است (و بنابراین طول موج کمتری از انتشار K-آلفا2 دارد). برای همه عناصر، نسبت شدت K-آلفا1 و K-آلفا2 بسیار نزدیک به 2:1 است.
نمونه ای از خطوط K-آلفا، Fe K-آلفا است که به عنوان اتم های آهن به صورت مارپیچی در یک سیاهچاله در مرکز یک کهکشان ساطع می شود. خط K-آلفا در مس اغلب به عنوان منبع اولیه تابش اشعه ایکس در دستگاه های طیف سنجی پراش اشعه ایکس (XRD) مبتنی بر آزمایشگاه استفاده می شود.

### K-بتا
انتشار K-بتا، مشابه انتشار K-آلفا، زمانی ایجاد می شود که یک الکترون به درونی ترین پوسته "K" (کوانتوم اصلی شماره 1) از یک اوربیتال 3p از پوسته سوم یا "M" (با عدد کوانتومی اصلی 3) منتقل شود.

## انرژی های انتقالی
انرژی های گذار را می توان تقریباً با استفاده از قانون موزلی محاسبه کرد. به عنوان مثال،
{\displaystyle E_{K\alpha }={\frac {3}{4}}(Z-1)^{2}Ry\approx 10.2(Z-1)^{2}~\mathrm {eV} }
که در آن Z عدد اتمی و Ry انرژی ریدبرگ است. انرژی آهن (Z = 26) K-آلفا، محاسبه شده به این روش، 6.375 کو، دقیق در 1٪ است. با این حال، برای Z های بالاتر، خطا به سرعت رشد می کند.
مقادیر دقیق انرژی های انتقال Kα، Kβ، Lα، Lβ، و غیره برای عناصر مختلف را می توان در پایگاه های داده اتمی یافت.

## کاربردها
از پرتوهای X مشخصه می توان برای شناسایی عنصر خاصی که از آن ساطع می شود استفاده کرد. این ویژگی در تکنیک های مختلفی از جمله طیف سنجی فلورسانس اشعه ایکس، گسیل اشعه ایکس ناشی از ذرات، طیف سنجی اشعه ایکس پراکنده انرژی و طیف سنجی اشعه ایکس پراکنده با طول موج استفاده می شود.